# Bergen aan Zee

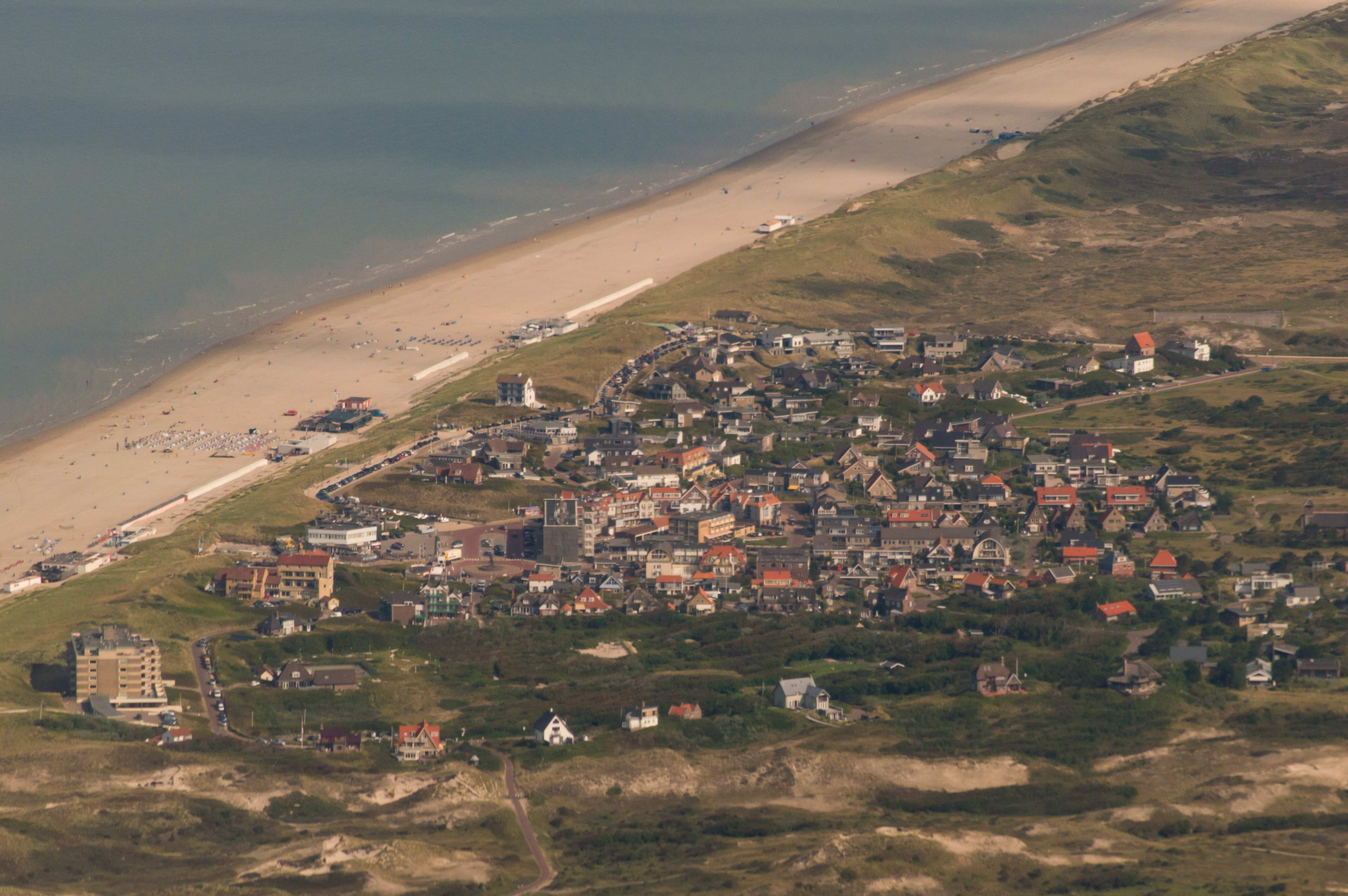
Bergen aan Zee

Bergen aan Zee ist ein niederländischer Küstenort an der Nordsee in der Gemeinde Bergen (Provinz Nordholland). Er liegt gut zehn Kilometer westlich von Alkmaar und hat 335 Einwohner (Stand 1. Januar 2024).

## Geschichte und Beschreibung
Bergen aan Zee wurde 1906 mit der Absicht gegründet, dort für die Gemeinde Bergen ein Seebad zu schaffen. Heute gibt es in unmittelbarer Küstennähe fünf Hotels sowie etliche Pensionen und Privatquartiere – daneben auch Wohngebiete für die ortsansässige Bevölkerung sowie eine Handvoll exponiert gelegener Villen. Im Gegensatz zu vielen anderen Badeorten fehlen ausgedehnte Bungalowparks oder Campingplätze. Eine Bürgerinitiative verhinderte die geplante weitgehende Bebauung des im Ort gelegenen Dünengebietes Het Engelse Veld bisher.
Neben dem Sandstrand ist die größte touristische Attraktion das Zee Aquarium. Für Einkäufe und vielfältige Dienstleistungen sind die Bewohner und Feriengäste auf größere Orte im Binnenland angewiesen, vor allem auf das etwa fünf Kilometer entfernte Zentrum der Gemeinde Bergen. Die einzige Straße dorthin bildet die Stichstraße N 510 (Zeeweg), über die saisonal auch die Buslinie 262 verkehrt. Für Fußgänger und Radfahrer gibt es mehrere alternative Wege durch das weitgehend bewaldete nordholländische Dünenreservat, das sich zwischen der Küste und Bergen Binnen erstreckt. Für einen Teil dieser Routen wird der Erwerb einer Zugangskarte erwartet, wodurch man zum Erhalt des Naturschutzgebietes beitragen kann. Von 1909 bis 1955 verkehrte zwischen Bergen aan Zee und Bergen (und von dort weiter nach Alkmaar) eine Eisenbahnlinie mit der populären Dampflokomotive „Bello“.